# SMIM22
SMIM22 (англ. Small integral membrane protein 22) – білок, який кодується однойменним геном, розташованим у людей на 16-й хромосомі. Довжина поліпептидного ланцюга білка становить 135 амінокислот, а молекулярна маса — 14 570.
| 10         |  | 20         |  | 30         |  | 40         |  | 50         |
| ---------- |  | ---------- |  | ---------- |  | ---------- |  | ---------- |
| MAVSTEELEA |  | TVQEVLGRLK |  | SHQFFQSTWD |  | TVAFIVFLTF |  | MGTVLLLLLL |
| VVAHCCCCSS |  | PGPRRESPRK |  | VSPWKVSPAG |  | LWDLHGTVLG |  | VEAEGEGSGG |
| KGAHPPREQR |  | ANLLGPAVLL |  | VQERPKGVDN |  | LALEP      |  |            |

A: Аланін

C: Цистеїн

D: Аспарагінова кислота

E: Глутамінова кислота

F: Фенілаланін

G: Гліцин

H: Гістидин

I: Ізолейцин

K: Лізин

L: Лейцин

M: Метіонін

N: Аспарагін

P: Пролін

Q: Глутамін

R: Аргінін

S: Серин

T: Треонін

V: Валін

Задіяний у такому біологічному процесі, як альтернативний сплайсинг. 
Локалізований у мембрані.